# Sinomastax longicornea
Sinomastax longicornea är en insektsart som beskrevs av Yin, X.-c. 1984. Sinomastax longicornea ingår i släktet Sinomastax och familjen Eumastacidae. Inga underarter finns listade i Catalogue of Life.